# Błękit toluidynowy
Błękit toluidynowy – organiczny związek chemiczny, pochodna 1,4-tiazyny, barwnik tiazynowy o charakterze soli. W temperaturze pokojowej jest to zielony proszek o brązowym połysku.

## Zastosowanie
Znajduje zastosowanie jako barwnik w biologii, zwłaszcza jako barwnik histologiczny. Jest barwnikiem polichromatycznym, tzn. barwi ortochromatycznie w tej samej lub zbliżonej barwie niektóre struktury, a inne – metachromatycznie w barwie wyraźnie odmiennej (np. składniki cytoplazmy komórek tucznych dają się wybarwiać błękitem toluidynowym metachromatycznie na czerwono-purpurowo, gdy tło barwi się na niebiesko). Niebieski roztwór błękitu toluidynowego stosuje się w badaniach na obecność ligniny, która wiąże się z włóknami celulozowymi i wzmacnia oraz utwardza ściany komórkowe w roślinach – wynik jest pozytywny przy zmianie zabarwienia z niebieskiego na różowy. Błękit toluidynowy uwidacznia struktury komórkowe przy barwieniu osadu moczu oraz mastocytów w wycinkach skóry, ze względu na obecność heparyny w zasadochłonnych ziarnach w cytoplazmie.

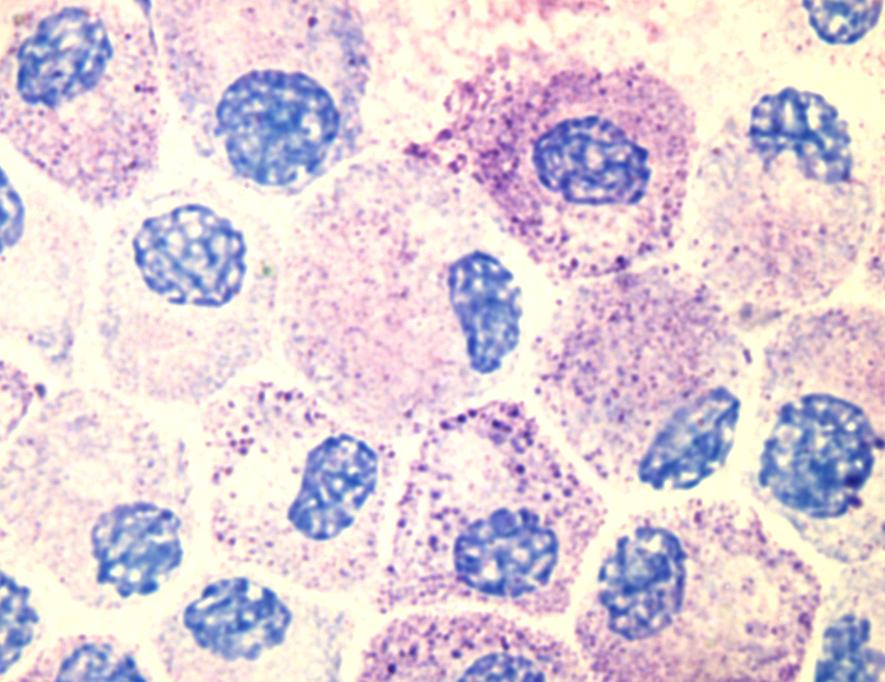
Przykład barwienia komórek tucznych błękitem toluidynowym. Komórki mogą wydawać się nieco zdegranulowane, ponieważ w czasie doświadczenia były aktywowane antygenem
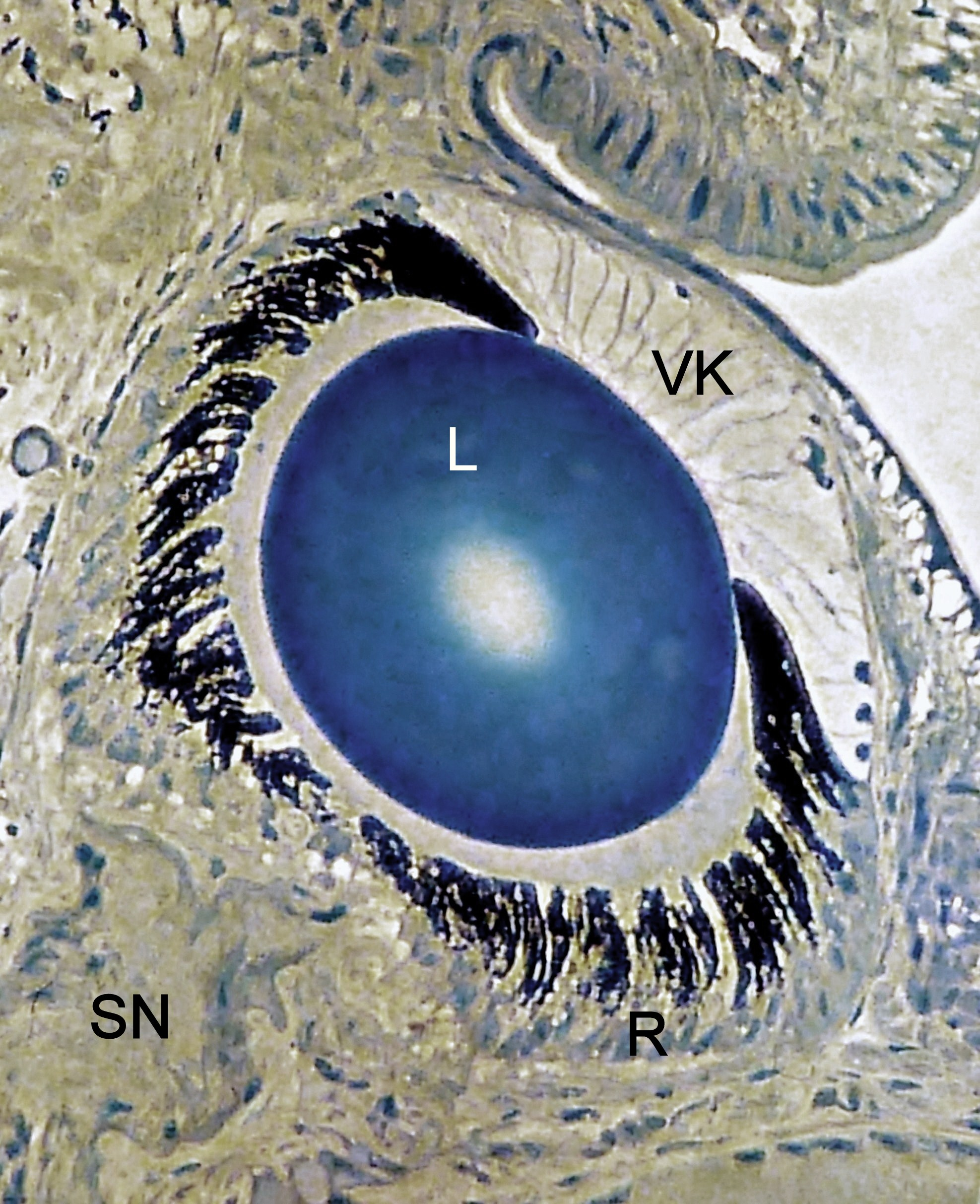
Obraz mikroskopowy przekroju oka ślimaka barwionego błękitem toluidynowym (oznaczenia: VK – komora przednia, L – soczewka, R – siatkówka, Sn – nerw wzrokowy)

Dawniej błękit toluidynowy stosowano jako lek przeciwkrwotoczny przy przedawkowaniu heparyny i w krwawieniach, zwłaszcza z macicy, oraz środek diagnostyczny w badaniu testowym. Jednakże ze względu na objawy niepożądane ograniczono jego stosowanie i dziś stosowany jest m.in. do barwienia in vivo zmian śluzówki jamy ustnej jako badanie przesiewowe w celu wytypowania zmian do dalszej diagnostyki w kierunku raka jamy ustnej, śluzówki przełyku, dróg rodnych. Co do rakotwórczości błękitu toluidynowego rezultaty badań są niejednoznaczne.